# Hefei
 Hefei  (合肥S, HéféiP, Ho-feiW) è una città della Cina, capoluogo della provincia dell'Anhui. Precedentemente chiamata 廬州T, 庐州S, LúzhōuP, Lu-chowW. La sua prefettura si estende su una superficie di 7.266 km² e possiede una popolazione (2006) di 4.446.800 abitanti.

## Geografia antropica

### Suddivisioni amministrative
La città-prefettura di Hefei amministra nove divisioni di livello-contea, rappresentate da quattro distretti, una città-contea e quattro contee:
- Distretto di Yaohai
- Distretto di Luyang
- Distretto di Shushan
- Distretto di Baohe
- Contea di Changfeng
- Contea di Feidong
- Contea di Feixi
- Contea di Lujiang
- Chaohu

## Amministrazione

### Gemellaggi[1]
- Kurume, dal 1980
- Freetown, dal 1984
- Bujumbura, dal 1986
- Columbus, dal 1988
- Aalborg, dal 1989
- Lleida, dal 1998
- Wonju, dal 2002
- Città di Darebin, dal 2003
- Belfast, dal 2003
- Osnabrück, dal 2006
- Santiago del Cile, dal 2007